# 聖刻群龍伝
『聖刻群龍伝』（せいこくぐんりゅうでん）は、千葉暁による日本のライトノベル。イラストは藤井英俊が担当している。

## 概要
中央公論新社にて1997年から刊行されている。シリーズの序章であり、1996年から1998年にかけて刊行された聖刻群狼伝についても本項で扱う。
舞台である西方西部域は、中世ヨーロッパに似た封建制社会である。操兵と練法師を除けば文明水準も同じくらいだが、数十年後の東方と中原が舞台である聖刻1092のように神々が主役ではなく、あくまで神に翻弄される人間たちの苦悩や生き様を描いている。そのためロボットの戦闘シーンだけでなく国家の興亡や陰謀、政治思想などが描かれている架空戦記でもある。
「龍虎の刻」1巻の時点ではこれが最終章とされていたが5巻まで続いても完結せず、最終的に「龍睛の刻」4巻で完結した。

## ストーリー
聖刻群狼伝
小国の公子デュマシオンは、後継者争いに勝つための人材を求めて幼馴染の女間者アーシュラとともに身分を隠して各地を放浪していた。そこで様々な人々と出会い、事件に巻き込まれつつも成長していく。そんな時、古代帝国の遺産の存在を知り手に入れるために隠し場所の奇岩島に向かうがそこでとんでもない真実を知る。
聖刻群龍伝　西方大陸篇
故国イシュカークに戻ったデュマシオンは兄たちと本格的な後継者争いを始めるが、まもなく隣国のナカーダが攻め込んでくる。それが西方西部域全土の争いの始まりとなった。
聖刻群龍伝　昇龍の刻
ナカーダからイシュカークを取り戻したデュマシオンの実力が認められ、ロタール帝国内の政争に巻き込まれる。そんな最中、帝国外では太古から「半人半馬の悪魔」と呼ばれ恐れられた人馬操兵が復活し、侵攻を始めた。
聖刻群龍伝　亢龍の刻
人馬操兵を擁するバルーザ人の総大将オル＝カンを討ち取った功績により、デュマシオンは皇帝から「征夷大将軍」の位を授けられた。だが、龍の王と同じ道を歩むことを恐れ、権力を掌握しようとせず皇女サクヤーとの愛に溺れる。その隙にサイオンの陰謀により追い落とされイシュカークへ都落ちし、無気力となったデュマシオンに対し弟コラムばかりでなく忠臣ローエンまでもが反旗を翻す。
聖刻群龍伝　龍攘の刻
内乱を鎮圧し、周辺国との連合を作り上げたデュマシオンは内政固めに専念する。一方、帝国執政官となったサイオンは改革を断行するが、さまざまな問題を抱え次第に支えきれなくなる。
聖刻群龍伝　龍虎の刻
これまでの戦いで多くの同志を失ったが、ルチャを始めとした次世代を担う若者たちも育ってきた。そして大国エリダーヌと雌雄を決する時が近づいてきた。
聖刻群龍伝　龍睛の刻
最終章。《操兵闘技大会》に再興を果たしたイシュカークにと策謀と動乱は終わらず、デュマシオンの戦いは続く。八龍の闘いに決着つき千年に亘る混乱と戦闘の連鎖が終わる最終章。

## 登場人物

### 八匹の龍
デュマシオン・イスカ・コーバック
主人公。愛称ディア。イシュカーク第二公子であり故国解放後に国主となった。見た目は平凡な青年。人を引き付ける魅力と戦の才能はあるが、父親からは愛されず家臣からも軽んじられて育ったため自信が欠けている。また非情になれきれない性格のため窮地に陥りやすく、一時は引きこもりになって前世である古代の悪霊に乗っ取られかけたこともあった。その危機もローエンの犠牲によって克服し、完全に成熟した大人になった。克服後は結婚し子供をもうけ、乱世の西方西部域を安定させるべく他国の雄たちと戦っている。
サイオンの神聖ロタール帝国を打ち破り、レクミラーの第二帝国と西方西部域を二分する新ロタール連邦の議長となって、新しい時代に向けた政策を進めている。
乗機は群狼伝では「ソレイヤード」、群龍伝では「王者の操兵（ルーヴェン・ブロイ・アイネス）」。ただし当人はこの正式名称を好まず、改めて「ソレイヤードII世」と命名・呼称している。
ガイザス・ナカーダ・ドライアーン
ナカーダ国主。野蛮人のような風貌と行動から「蛮人王」と呼ばれる。デュマシオンの仇敵。軍事優先の暴政によってナカーダを亡国間際まで追い込み、打開するためにイシュカークに攻め込むが敗れ亡命する。
ショックから一時的に正気を失うも純粋に戦と破壊と暴力を追い求める『壊し屋』として覚醒し、奇妙なカリスマ性で敗者の残党の集団『蛮人王軍』を率いて各地を蹂躙する。
乗機はナカーダ国の正式狩猟機「ギガース」をベースとした王専用機「ギガンティス」。
サイオン・トゥール・アウスマルシア
マ・トゥーク国主。練法師匠合聖刻の園に次の龍の王であると見込まれ、その協力のもとに即位後、自国を数年で立て直した。表向きは聡明で颯爽とした青年だが、裏では陰険で冷酷な策謀家。帝国の改革派としてデュマシオンと親しくするが、陰では自分が入れなかった王の墓でシュルティ古操兵を手に入れたデュマシオンを妬んでいた。バルーザ人の侵攻後、逆恨みし陰謀によってデュマシオンを都落ちさせ自らは執政官となり帝国の建て直しを図るが失敗する。覚醒したデュマシオンの反撃に敗れ、宮殿に火を放ち親友とともに死亡した。
乗機はマ・トゥーク国正式狩猟機「トルバトール」をベースとした専用機。
レクミラー・エリダ・ゴーディス
エリダーヌ国主。傲岸不遜な覇王で、国内では崇拝され国外では警戒されていた。サイオンが死に新ロタール連邦が建国されると、エリダーヌとその従属国からなる第二帝国を建国し、初代皇帝に即位する。
他の八匹の龍は見下していたが、デュマシオンはライバルと見なした。直接対決こそなかったが、陰では敵対行動や支援を行い、自分と互角の力を持つまでに成長することを楽しんでいた。帝国崩壊後、全面対決すると思われていたが、重病で消息不明となって、ようやく復帰すると模擬演習にデュマシオンを呼び寄せ、決闘して死亡した。
龍の王のことをよく知り、龍の王に事ある毎に誘惑されていたが、はねのけて相手にしなかった。
乗機はエリダーヌ国正式重操兵「ドライドン」と素体を同一にする王専用機「獅子心王（ウルク・ギルガメッシュ）」。
タイロン・ドレーバ・ラングリッド
ドレーバ国主。清廉潔白な武人で、帝国の堕落を憂い、改革派貴族の筆頭として腐敗貴族やレクミラーと対立し、自らを遠ざけた無能な皇帝にも最後まで忠誠を誓っていた。デュマシオンと親しくしていたがバルーザ人の侵攻で戦死する。
乗機はドレーバ国の正式狩猟機「ダレス」をベースとした、漆黒の王専用機「サムエル・ド・ハース」。
ソーキルド・デラ・モンデート
ヘヌート国主。北方風の銀髪と碧眼を備えた優雅な美丈夫で、第一皇女サクヤーとは従兄妹の関係にある。政治においては人と人の間での調整役として高い能力を発揮するが、芸術に心が向くと他のことを忘れる傾向がある。サイオンの旧友であり同志であったが、サイオンの変節に伴い影ながらデュマシオンを援助しつつ、親友としてサイオンと最期を共にする。
剣士としての腕は一流であり、操兵乗りとしても高い技量を備える。
ハダート・ヒクソス・オライオン
ヒクソス国主。同時代の王としては開明的な思想を備えるが、自国が大国故に保守勢力が強く意識改革がなかなか進まない事に頭を痛めている。
自ら操兵を駆って戦場にも立つが、積極的に戦闘に参加する描写がなく専用機等は不明。
ドン・カフラー
海洋国ラグールの船団長（ドン）。「海賊王」の異名を持つ豪放磊落な人物で、早い時期からデュマシオンの協力者となっている。
他の「龍」と事なり、自ら操兵を駆ることはない。

### デュマシオンの家臣
ローエン・ユーディス
デュマシオンの乳兄弟で、最も信頼する忠臣であり剣の師でもある。文武両道に優れ「操兵闘技大会」個人戦2回優勝の実力を持ち、その実績により（一代限りのものではあるが）帝国騎士の称号を持つ。剣の名声は帝国中に知れ渡っており、辺境の小国イシュカークを知らなくとも、ローエン・ユーディスの名を知らない者はいないとまでいわれる。駐在武官として帝都ルーフェンに長期間勤めていたことから、イシュカーク貴族の中では比較的広い視野と見聞を持っているが、ルーファスやサライといった外国から招いた家臣には見劣りすることに思い悩むようになる。
乗機は操兵闘技大会優勝の恩賞として下賜された青い操兵「ラシュード」、群狼伝においてデュマシオンが手に入れた古操兵「金虎の操兵（ゴルト・ティーガ）」。
ルチャ
帝都で浮浪児だったときにデュマシオンと知り合い、以後小姓として行動をともにするようになった。成長してからはルティア・テラノスの名をもらい、イシュカークでも指折りの騎士となる。
乗機はイシュカークの正式狩猟機「イカルガ」。ローエン亡き後、一時期「金虎の操兵（ゴルト・ティーガ）」を引き継いでいた。
セーラ・ユーディス
ローエンの妹。デュマシオンに惚れているが妹のようにしか思われていない。控えめな性格。
フィーン・ランツェン
生身で操兵立ち向かう操兵狩人（イェーガ）「紅」の一人。両親の敵討ちにデュマシオンが協力した恩義からイシュカーク軍に参加する。
後にバルーザ族の協力者となり、人馬重操兵「ヴァルード」の一機「マーミア」を駆る。
サライ・ランツェン
フィーンの兄にしてもう一人の「紅」。盲目であるが、「紅」の鎧に仕込まれた聖刻石により、鎧を装着している間は目が見えるようになる。敵討ちが成就した後は軍師としてイシュカーク軍に参加する。
エアリエル
「サイガの疾風」の異名を持つ、腕利きの女傭兵。デュマシオンに惚れている。後にエアリエル・サイガ・インヴォルグの名を得てデュマシオンの側室となり、一子をもうける。
乗機はマイルフィー型狩猟機のカスタム機「エウロス」、「槍の操兵（ウォーゼル・クラー）」。
アグライア
傭兵一族「サイガ党」の族長にしてエアリエルの義母。亡き息子の面影をデュマシオンに見ており、実際に息子同様に接している。女傑・肝っ玉母ちゃんを絵に描いたような人物。
乗機は重操兵「メガバンデス」のカスタム機で、赤く塗装されたその機体から「サイガの赤鬼」の異名を持つ。
レイ・ザットス
イシュカークの下級貴族。豪放磊落、猪突猛進を旨とした戦いぶりでイシュカーク軍を叱咤激励する。
乗機は「ダイ・アモス」。
ロナルド・フィンデン
ザットスと同じく下級貴族。攻めのザットスに対し、フィンデンは守りを得意とする。上級貴族の没落や実績の積み重ねにより、中盤以降はイシュカーク随一の将帥となる。
ミア・スィクローヌ
イスカ王家に次ぐ領地を持つ大貴族の出身。女性でありながら騎士を志す。公子時代のデュマシオンに従士として仕えて以来、重鎮のひとりとなる。ローエンを慕っているが、報われずにいる。終盤ではコラムの反乱に加担し反逆者の汚名をかぶったユーディス家の後見人となり、遺児ルイスを実子同様に育てる。
ダリル・ハッカ
イシュカーク貴族の中でも随一の戦力を持つ武門の生まれであるが、操兵に乗ることを怖がり僧侶になろうとしていた。ミアに思いを寄せている。
アスナス・ゼフィール
イシュカーク下級貴族の出身。ミア、ダリルとともに従士三羽ガラスの一角を担う。
ロシェ・ランガー
デュマシオンの平民出身の部下。忠臣ぶりを発揮し実績も上げているが、心の底ではデュマシオンを始めとした王族や貴族を憎んでおり、機会があれば追い落とす野望を抱いている。一部の者からその本性を見破られているものの、調子がよいだけに見える普段の態度から小物と見なされ放置されている。終盤には王家と縁続きになることを目論みセーラと結婚する。

### コーバック家
オラスト・イスカ・コーバック
デュマシオンの兄。物語開始時点では病床にある父アグリティに代わってイシュカークの摂政を務め、次期国主の筆頭とみなされている。デュマシオンのことは自分の立場を脅かす存在として事あるごとに貶めようとする。
ラオダメイア・イスカ・コーバック
隣国ヴァーキン王家出身のアグリティの後妻。デュマシオンとオラストにとっては義母にあたる。女の武器を巧みに使い、権力者の寵愛の下で宮廷内での発言力を確保することしか考えておらず、時にはオラストと、またある時はガイザスと肉体関係を持つ。
コラム・イスカ・コーバック
アグリティとラオダメイアの間に生まれた第三公子。どのように振舞えば相手から好かれるのかを本能的に知っており、国民からの人気も高い。物語中盤では都落ちしたデュマシオンに替わってイシュカーク国主となるべく反乱を起こす。
アグリティ・イスカ・コーバック
デュマシオンの父。デュマシオンが赤子のころから龍の王の生まれ変わりである事を確信し、剣はローエン学問はキールという最高の師を付けるが、独立心を養うためあえて疎んじる態度をとり続け、死の間際に和解するまでそれを悟らせなかった。

### 神聖ロタール帝国
リュン・クレイトー
クレイトー商会会頭。一代で巨大商社を築き人々から尊敬されている。民衆を救うために無名だったデュマシオンに目をつけ援助する。後に息子に商会を奪われ失脚する。
ルース・ルーファス
リュン・クレイトーの息子。無名だったデュマシオンを紹介され協力するが都落ちし引きこもりなった姿を見て幻滅しサイオンに寝返る。しかし、裏切られ財産を没収されたため復讐を兼ねてデュマシオン側に戻る。連邦成立後は、財務大臣となり辣腕を振るう。非常に有能で多大な功績があるが、デュマシオンに対して忠誠心はなく商人が支配する世の中にする野心がある。
サクヤー
帝国皇女。帝都に留学していた公子のデュマシオンに惚れる。後に結婚し正妻となって二女をもうける。エアリエルとは良好だがアーシェラとは険悪。

### 練法師
アーシェラ・アレイ・ベール
デュマシオンの幼馴染。もともと龍の王に仕える練法師匠合至高の宝珠の練法師「紅玉（ピゾー）」として育て上げられたが、デュマシオンが自らの配下を得るための旅に出る際、練法師としての法に縛られることを嫌がって自ら間者に身を落とし、下部組織である黒き刃の頭首としてデュマシオンの影になって仕える。
「火」の練法を得意とする。
乗機は「シャール・シンマ」。元々は練法師としてのアーシェラに匠合から与えられた呪操兵であるが、間者に身を落としたことで操れなくなった為、仮面をそのままに陰行機の機体に装着することで、間者としてのアーシェラにも操れるように調整された軽量級狩猟機である。物語の進行に伴って機体は呪操兵に戻ったり、また陰行機に変わったりしているが、仮面は同じ物を使用しているため、機体名は常に「シャール・シンマ」のままである。
キール・ベール
アーシュラの養父にして、至高の宝珠の統主「翡翠（カア）」。デュマシオンにとっては学問の師でもある。龍の王候補とみなされたサライに対しても、教育を授けた時期もある。
アモル・アル・ベール
アーシェラの兄。養父キールの死後は「翡翠」の名を受け継ぎ、至高の宝珠の統主となる。練法を操る描写は少ないが、「水」の練法を得意とするようである。
乗機は「ブルーダ・シンマ」。アーシェラのシャール・シンマと対になる呪操兵である。
サルディス
表向きはエリダーヌの軍師であるが、ある目的を持って東方からやってきた、聖刻教会所属の練法師である。その智謀をもってデュマシオンをたびたび苦しめる。「風」の練法を多用する。
専用の呪操兵を所有しているが、機体名は未発表。
ヘルガ・アスタロッテ
練法師匠合聖刻の園の女性練法師。「月」の練法師で、幻術や精神操作を得意とする。デュマシオンではなくサイオンこそが次の龍の王であると見込み仕えるが、後にガイザスに鞍替えする。
乗機は呪操兵「リリス・リリエンタール」。

### 工呪会
イザーク・ラドラ
西方西部域における操兵の供給を統括する総支配人。世界のバランスを崩しかねないシュルティ古操兵を時には力ずくで、またある時は政治的な手段で手に入れようと画策する。デュマシオンが「失われた叡智」の継承を拒否し、その心配は無用であることを知ると手控えるようになる。「聖刻1092」に登場するダハール・ラドラは息子になる。
サイクス
シュルティ古操兵の製造技術を盗むべく工呪会からイシュカークに派遣された操兵鍛冶師。龍操兵に興味を示し、新兵器の開発や改良に力を注ぐ。当初の目的については高度すぎて工呪会の技術をもってしても再現不可能であることが分かり諦めることになるが、龍操兵の魅力に取り憑かれ組織の命令と無関係にイシュカークにとどまり続ける。

### 故人
龍の王
「龍の帝国」を一代で築いた帝王。超古代の「失われた叡智」を元に300年ほど生きたものの、死を避け得ないことから転生の秘術を用いて1700年後に復活すべく様々な準備をする。王の墓に魂を縛り付けられていたが、現れたデュマシオンを乗っ取り再び地上を支配とする。しかし、このときは反撃されこの悪霊は消滅した。
デュマシオンが意気消沈していたところを無意識に潜んでいた人格が悪の道に進ませようとしたが失敗した。元々は善良な人物だったが、家臣の反乱にショックを受け、残忍で冷酷な暴君に変貌した。デュマシオンから見れば有能だが権力欲の塊で嫌悪するしかない俗物。

## 用語
龍の器
龍の王の2代目候補となる人物、あるいはその資質を意味する。龍の王が転生する際に魂が8つに分かれ、候補者は龍の王のそれぞれ異なる一面を受け継いでいる。デュマシオンはその最有力候補とされている。八匹の龍とも呼ばれる。
古シュルティ文明
古代の「失われた叡智」を元に龍の帝国で作られた建造物や技術。現在でも遺跡やシュルティ古操兵が残っている。
シュルティ古操兵
龍の王が作り上げた操兵軍団。2000年前に一般に使われていた操兵も現代から見れば古操兵にあたり圧倒的な性能を持っているが、それらをも上回る力を持ち、その圧倒的な軍事力をもって西方を支配した。転生した龍の王の戦力となるべくその一部が保存されており、デュマシオンが継承した。ただし「失われた叡智」については継承を拒否したため、再生産は不可能になっている。
バルーザ人
西方南部域の草原に暮らす遊牧民。通常は普通の遊牧民で国家を持たず部族ごとにまとまっているが、自動機械によって50から100年に一度の周期で生産される人馬操兵に乗り込み、復活した龍の王を探すために西方西部域に侵攻してきており、西方人からは「半人半馬の悪魔」として恐怖の象徴となってきた。ロタール帝国自体がこの侵攻に対応するために建国されたが最盛期に戦ったときですら実質的には敗北している。

## 国家
イシュカーク
「龍の王」の本拠地イスカを名残とする西方西部域でも屈指の歴史を持っているが、徐々に零落し、歴史がある以外はこれといって特色のない貧乏な小国として甘んじている。神聖ロタール帝国の従属国。人口20万。
ナカーダ
イシュカークの隣国。大半の国土は山岳地帯で鉄がとれるだけの貧乏な小国であるが、近年は軍事力を増大させ周辺諸国との摩擦を引き起こしていた。神聖ロタール帝国の従属国。エリダーヌの支援を受け鍛え抜かれたザクセン鉄鋼騎士団を擁し一度、帝国軍を撃退している。
エリダーヌ
経済、文化、産業、軍事に秀でた強国。神聖ロタール帝国の譜代国だが宗主国ですら手を出せない。その名の如く黄金に装飾された大ドライドン黄金騎士団を擁し最強の軍事力を持つ。
神聖ロタール帝国
西方西部域全土を支配する大国。元々は遊牧民バルーザ人の襲撃に対処するための4か国の連合国家だったが野心家の盟主が帝政国家に移行させて周辺国を攻略し最終的に西方西部域全土を版図にした。物語の開始時点ではすでに末期にあり、貴族の腐敗、治安の悪化、貧富の格差拡大、国軍の弱体化といった問題を抱えていた。ナカーダの反乱をきっかけに動乱状態になりバルーザ人の侵攻に対処したことで歴史上の役割を終えた。新しく宰相となったサイオンが建て直しを図るが成功せず対立していたデュマシオンによって滅ぼされ、その版図はロタール連邦とエリダーヌとその従属国からなる第二帝国に二分された。
龍の帝国
物語から約2000年前に西方全土を支配した大国。長寿の龍の王が300年もの間、恐怖と暴力で君臨した。古代の「失われた叡智」を元に現在よりも高い文明国だったが、龍の王の暴政によって反乱が数多く発生しその都度、大量殺戮が行われ苛烈さが増していった。龍の王の死後、後継者の無能、復活に向けた軍事技術などの隠蔽などによって重石の取れた民衆からの反乱が勃発、たちまち崩壊した。この時の戦乱と飢餓によって西方全土の人口は半減し、民衆にとって搾取の限りをつかされた最悪の時代だったにも関わらず後世にはほとんど伝わらなかった。

## 操兵
ソレイヤード
聖刻群狼伝におけるデュマシオンの乗機。イシュカーク王城の倉庫に、数百年以上にわたって人知れず保管されていたもの。発見時に大部分の部品が劣化していたことから、工呪会のものに置き換えられている。分類上は狩猟機であるが、老朽化が進み性能は従兵機よりましという程度にまで低下している。
ソレイヤードII世
正式名称は王者の操兵（ルーヴェン・ブロイ・アイネス）。聖刻群龍伝におけるデュマシオンの乗機。単純な戦闘力で言えば旧ソレイヤード程度しかないことに加え、デュマシオンの剣士としての腕は稽古嫌いが祟って二流であるため、ほとんど役に立たないが、その名が示すように大軍団を指揮することが本来の能力となっており、配下の操兵に力を分け与えることで性能を向上させたり、命令を離れたところにいる部下に直接伝えるといったものがある。かつて龍の王はこの機体の仮面から「失われた叡智」を得た。
歩の操兵
正式名称が不明であったため、デュマシオンがスィナーグと命名。現存するシュルティ古操兵の中でも最も数が多い機種。現代に出回る工呪会や聖刻教会の操兵は、操手が仮面を支配することで機体を操縦するが、この機種は逆に仮面が操手を操り、自分で操縦していると錯覚させている。このため、通常の操兵に慣れた者には扱いづらく感じ、素人の方が性能を発揮できるという特性がある。旧ソレイヤードはこのうちの1機に王者の操兵の仮面が装着したものであった。
銀熊の操兵（シルバ・スティーア）/金虎の操兵（ゴルト・ティーガ）/槍の操兵（ウォーゼル・クラー）
工呪会操兵で言えば重操兵、中操兵、軽操兵に相当し、それぞれ「右（ラング）」「左（レヒト）」の2機ずつしか存在しない。歩の操兵とは違い、技量の高い操手に与えられている。
フォルケ・グラーフ
空を飛ぶ龍操兵。龍の王の復活を待つ龍騎士の一族の間で受け継がれてきたが、長い年月の間にその数を減らし、1機が現存するのみ。その1機についても寿命が近づいており、かつてほどの力は持っていない。
翼と鉤爪を持つ四肢を備えた、所謂「ドラゴン」に似た形状をしている。炎を吐く能力があると後書きで言及されているが、劇中で用いられたことはない。
フォルケ・ロー
グラーフの簡易型。人型操兵でいえば従兵機に相当。仮面自体は元々はグラーフのものであったが、力の衰えに伴いこの機体に移されてきた。
グラーフと事なり「手」を持たない、所謂「翼竜」に似た形状をしている。足の鉤爪以外には、これといった武装は持っていなかったが、後に鉄球の発射装置が追加装備される。
ガルディーネ・ドラウ
フォルケ・グラーフに相当する海の龍操兵。数が少ない事情は飛龍と同様で、やはり1機しか現存しない。活動領域が水中に限定されるため、普段は海洋国家ラグールを守っている。
長い首を持つ、所謂「首長竜」に似た形状をしており、その頭部から放つ高圧の水流で敵を攻撃する。
ガルディーネ・ウー
フォルケ・ローに相当する海龍の簡易型。鮫に似た形状をしており、頭部衝角を用いた体当たり攻撃を行う。
人馬操兵（ケントゥーリオ）
人型の上半身に馬型の下半身を持つ操兵。速力に優れ、その突進力を武器に工呪会操兵を一方的に蹂躙する。この機種のみ、帝国領の外にある遊牧民バルーザ人の領域にある自動機械によって、50から100年に一度の周期で生産され、そのたびに復活した龍の王を探すために西方西部域（現在のロタール帝国領）に侵攻してきており、西方人からは「半人半馬の悪魔」として恐怖の象徴となってきた。
人馬重操兵（ヴァルード）
自動機械によって生産される人馬操兵と違い、龍の王の時代から存在する機体で、一回り大きく八本足を持つ。現存するのは「アールヴァク」「マーミア」の2機のみ。

## 既刊一覧

### 小説
- 千葉暁（著）・藤井英俊（イラスト）、中央公論新社〈C★NOVELSファンタジア〉、全4巻
  - 『聖刻群狼伝1』1996年7月発行、ISBN 4-12-500422-6
  - 『聖刻群狼伝2』1996年10月発行、ISBN 4-12-500433-1
  - 『聖刻群狼伝3』1997年5月発行、ISBN 4-12-500464-1
  - 『聖刻群狼伝4』1997年7月発行、ISBN 4-12-500485-4
- 千葉暁（著）・藤井英俊（イラスト）、中央公論新社〈C★NOVELSファンタジア〉、全24巻
  - 『聖刻群龍伝1 西方大陸編』1998年1月発行、ISBN 4-12-500509-5
  - 『聖刻群龍伝2 西方大陸編』1998年3月発行、ISBN 4-12-500515-X
  - 『聖刻群龍伝3 西方大陸編』1998年9月発行、ISBN 4-12-500557-5
  - 『聖刻群龍伝4 西方大陸編』1999年2月発行、ISBN 4-12-500577-X
  - 『聖刻群龍伝 昇龍の刻1』1999年11月発行、ISBN 4-12-500602-4
  - 『聖刻群龍伝 昇龍の刻2』2000年6月発行、ISBN 4-12-500656-3
  - 『聖刻群龍伝 昇龍の刻3』2000年10月発行、ISBN 4-12-500677-6
  - 『聖刻群龍伝 昇龍の刻4』2001年10月発行、ISBN 4-12-500726-8
  - 『聖刻群龍伝 亢龍の刻1』2002年2月発行、ISBN 4-12-500742-X
  - 『聖刻群龍伝 亢龍の刻2』2002年11月発行、ISBN 4-12-500760-8
  - 『聖刻群龍伝 亢龍の刻3』2003年6月発行、ISBN 4-12-500804-3
  - 『聖刻群龍伝 龍驤の刻1』2004年1月発行、ISBN 4-12-500832-9
  - 『聖刻群龍伝 龍驤の刻2』2004年9月発行、ISBN 4-12-500853-1
  - 『聖刻群龍伝 龍驤の刻3』2006年1月発行、ISBN 4-12-500891-4
  - 『聖刻群龍伝 龍驤の刻4』2007年5月発行、ISBN 978-4-12-500982-7
  - 『聖刻群龍伝 龍虎の刻1』2008年1月発行、ISBN 978-4-12-501013-7
  - 『聖刻群龍伝 龍虎の刻2』2009年5月発行、ISBN 978-4-12-501074-8
  - 『聖刻群龍伝 龍虎の刻3』2014年1月発行、ISBN 978-4-12-501279-7
  - 『聖刻群龍伝 龍虎の刻4』2014年2月発行、ISBN 978-4-12-501289-6
  - 『聖刻群龍伝 龍虎の刻5』2014年3月発行、ISBN 978-4-12-501291-9
  - 『聖刻群龍伝 龍睛の刻1』2014年6月発行、ISBN 978-4-12-501303-9
  - 『聖刻群龍伝 龍睛の刻2』2014年8月発行、ISBN 978-4-12-501310-7
  - 『聖刻群龍伝 龍睛の刻3』2015年1月発行、ISBN 978-4-12-501315-2
  - 『聖刻群龍伝 龍睛の刻4』2016年8月発行、ISBN 978-4-12-501363-3

電子書籍
作者は千葉暁。レーベルはC★NOVELS Mini。Kindleほか電子書籍で発売されている。
- 砕牙 聖刻群龍伝外伝
- ルイス初めてのお使い 聖刻群龍伝外伝2
- 侍女はミタ! 聖刻群龍伝外伝3
- 姑、アグライア 聖刻群龍伝外伝4
- 贖罪者 聖刻群龍伝外伝5

『龍睛の刻』購入者限定
- アーカディアの冒険 - 『龍睛の刻』全巻購入者向けにC★NOVELS公式サイトでPDFデータとして配布。本作のエピローグにあたる。

### 漫画
- 千葉暁（原作）・藤井英俊（作画）、中央公論新社〈CNC comics〉、全2巻
  - 『コミック聖刻群龍伝1』2000年11月発行、ISBN 4-12-003082-2
  - 『コミック聖刻群龍伝2』2004年9月発行、ISBN 4-12-003117-9